# Колесов, Пётр Алексеевич
Пётр Алексе́евич Ко́лесов (1 (14) января 1917, Емельяново, Старицкий уезд, Тверская губерния — 29 июля 2004, Москва) — советский конструктор авиационных двигателей. Лауреат Сталинской премии первой степени и двух Государственных премий СССР.

## Биография
Родился 1 (14) января 1917 года в селе Емельяново (ныне Тверская область). Отец — Колесов Алексей Семенович, сельский учитель. Мать — Екатерина Петровна, занималась воспитанием детей и вела домашнее хозяйство. Детей в семье было семеро — пять дочерей (Александра, Анна, Екатерина, Мария, Елизавета) и два сына (Сергей и Петр).
После окончания семилетней школы один из близких родственников дал ему справку из сельсовета, где добавил ему полтора года, чтобы он мог начать работу. Поэтому днем рождения стала считаться дата 17 августа 1915 года. Сначала его день рождения отмечали 14 января 1917 года. А начиная с 50-летнего юбилея он, семья и близкие друзья начали считать днем рождения 17 августа 1915 года.

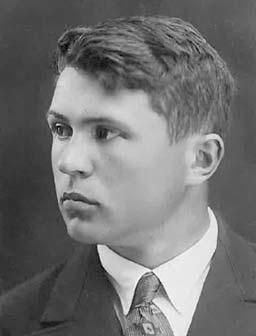
Колесов, Петр Алексеевич, студент первого курса МАИ, 1935

В конце 1932 года окончил в Москве конструкторские курсы Глававиапрома. С марта 1932 года работал в Центральном институте авиационного моторостроения в должности техника-конструктора. В 1935—1941 годах окончил Моторный факультет МАИ имени С. Орджоникидзе. В эти годы участвовал в создании редуктора для вертолёта И. П. Братухина, разрабатывал топливную аппаратуру для моторов, выполнял расчёты системы регулирования поршневого мотора М-250 разработки КБ-2 МАИ.
В марте 1941 года был направлен в опытный отдел Моторного завода № 16 в Воронеже, где 5 лет работал инженером-конструктором в группе кривошипно-шатунного механизма и картера поршневых моторов. Вместе с производством был эвакуирован в Уфу. В 1943 году ОКБ-250, где работал Колесов, переводится в Рыбинск на Завод № 36 (ныне НПО «Сатурн») и переименовывается в ОКБ-36 (ОКБ В. А. Добрынина).
С 1952 года ОКБ-36 занимается турбореактивными двигателями. В 1956 году возглавил конструкторский отдел, а в 1959-м назначен заместителем главного конструктора. После ухода на пенсию В. А. Добрынина в 1961 году Колесов назначается главным конструктором Рыбинского КБ моторостроения, которым руководил до 1984 года.
Профессор (1976), доктор технических наук (1971).
В 1990-е годы переехал из Рыбинска в Москву. Умер 29 июля 2004 года. Похоронен в Москве на Перепечинском кладбище.

## Семья
- жена — Колесова (Давыдова) Надежда Максимовна.
- сын — Колесов Михаил Петрович.
- дочь — Колесова Кира Петровна.

## Деятельность
Автор 43 изобретений и ряда научных трудов.
В 1946 году назначен ведущим конструктором по разработке двигателя ВД-4К для стратегического бомбардировщика Ту-85. За создание этого двигателя в 1951 году Колесову в числе других конструкторов присуждена Сталинская премия первой степени.
П. А. Колесов разрабатывал турбореактивные двигатели для самолётов КБ В. М. Мясищева (ВД-5 для дозвукового стратегического бомбардировщика), ОКБ А. Н. Туполева (в том числе для Ту-144), П. О. Сухого, А. И. Микояна, А. С. Яковлева.
Вёл работу над созданием двигателями: РД-7М2 для первого советского сверхзвукового ракетоносца, РД36-41 для самолёта Т-4; РД36-51А и РД-36-51 для первого советского сверхзвукового пассажирского самолёта Ту-144Д, РД-36-51В для первого советского сверхвысотного самолёта М-17 («Стратосфера»), семейством подъёмных и бустерных двигателей. Взятые за основу двигатели ВД-7 (разработанные ОКБ под руководством В. А. Добрынина), доработанные ОКБ Колесова, были установлены на экраноплане КМ.

## Награды и премии
- Сталинская премия первой степени (1951) — за работу в области машиностроения[1];
- Государственная премия СССР (1971)[1];
- Государственная премия СССР (1979)[1];
- два ордена Ленина (1966, 1971);
- орден Октябрьской Революции (1976)[1];
- орден Трудового Красного Знамени (1957)[1];
- знак «Почётный авиастроитель» (1987);
- медали.